# Jan Liesen
Johannes (Jan) Wilhelmus Maria Liesen (Oosterhout, 17 september 1960) is een Nederlands geestelijke en bisschop van de Rooms-Katholieke Kerk. Op 26 november 2011 benoemde paus Benedictus XVI Liesen tot bisschop van Breda.

## Jeugd en opleiding
Jan Liesen groeide op op een boerderij in het Brabantse Oosterhout. Na zijn opleiding aan het Sint-Oelbertgymnasium in Oosterhout (1972-1978), studeerde Liesen van 1978 tot 1983 aan het grootseminarie Rolduc te Kerkrade. Hij had naar eigen zeggen lang getwijfeld tussen een carrière in de wiskunde en het seminarie. Voor studiegenoten was hij een vraagbaak voor al hun computerproblemen. Na de diakenwijding was hij werkzaam in de parochie H. Johannes de Doper te Eygelshoven.

## Priester en verdere opleiding
Op 16 juni 1984 werd hij voor het bisdom Roermond door bisschop Gijsen tot priester gewijd en kreeg hij een benoeming tot kapelaan in Eygelshoven. Vrij kort daarna ontving Liesen een studieopdracht en behaalde hij een doctoraat in de Bijbelwetenschappen. Hij studeerde aan het Pontificio Istituto Biblico, het Pauselijk Bijbelinstituut, te Rome en Jeruzalem (1985-1990) en behaalde een doctoraat in de Bijbelwetenschappen (SSD, 1998).
Van 1990 tot heden is Liesen docent exegese, Bijbelse theologie en Bijbelhebreeuws aan het grootseminarie van het bisdom Roermond, Rolduc, te Kerkrade. Sinds 1996 is hij er ook bibliothecaris van de wetenschappelijke bibliotheek. Hij heeft ook exegese en Bijbelhebreeuws gedoceerd aan de grootseminaries van de bisdommen Haarlem (2000-2003) en Den Bosch (2001-2006).

## Hulpbisschop
Op 15 juli 2010 werd Liesen - tegelijk met pastoor Rob Mutsaerts - benoemd tot hulpbisschop van het bisdom Den Bosch; hij werd tevens benoemd tot titulair bisschop van Tunnuna. De wijding vond plaats op 18 september 2010 door mgr. Hurkmans, mgr. Wiertz en mgr. Lescrauwaet msc.

## Bisschop
Op 26 november 2011 werd officieel bekend dat Jan Liesen was benoemd tot bisschop van het bisdom Breda. Zijn naam circuleerde al langer. Liesen is opvolger van Hans van den Hende die naar het bisdom Rotterdam vertrok. Op 28 januari 2012 was de installatieviering in de Sint-Antoniuskathedraal in Breda.
Liesen koos de wapenspreuk Deus providebit (God zal voorzien), naar het enige woord dat Abraham tegen Isaak zei toen die zich zorgen maakte over waar het offerlam bleef (Genesis, 22). Volgens Liesen was hij net zo lief pastoor in Eygelshoven gebleven en had hij niet om verdere studie gevraagd. Ook het bisschopsambt was nooit zijn ambitie geweest.
In vergadering bijeen op 14 september 2021 koos de bisschoppenconferentie de leden van hun Permanente Raad: een voorzitter, een vicevoorzitter en een lid. De huidige leden, die in 2016 werden gekozen, zijn herkozen. Mgr. J.H.J. van den Hende, bisschop van Rotterdam, is herkozen als voorzitter en mgr. J.W.M. Liesen als vicevoorzitter. Samen met mgr. G.J.N. De Korte, bisschop van ’s Hertogenbosch vormen zij nog eens vijf jaar de Permanente Raad van de Bisschoppenconferentie. De Permanente Raad bereidt maandelijks de vergadering van de gezamenlijke bisschoppen voor.
Liesen is in de conferentie woordvoerder (referent) voor "liturgie". Samen met collega's Van den Hende en De Korte is hij daarnaast verantwoordelijk voor het referentschap "communicatie en media".
In augustus 2022 maakte het bisdom Breda bekend dat Liesen zijn taken heeft neergelegd omdat bij hem darmkanker is geconstateerd en hij daarvoor behandeld wordt. In december 2022 vertelde hij in een tv-interview dat hij chemotherapie ondergaat en in een klooster verblijft. Wegens zijn ziekte en behandeling kon Liesen ook niet het Ad liminabezoek van de Nederlandse bisschoppen aan de Heilige Stoel in november 2022 bijwonen.